# Sadece Sen
Pour plus de détails, voir Fiche technique et Distribution.
Sadece Sen est un film turc réalisé par Hakan Yonat, sorti en 2014.

## Synopsis
L'histoire d’une jeune femme privée de la vue qui fait la connaissance d’un ancien boxer au passé douteux et violent. Leur rencontre changera leur destin à tout jamais.

## Fiche technique
- Titre français : Sadece Sen
- Réalisation : Hakan Yonat
- Scénario : Aslı Zengin, Ceren Aslan
- Pays d'origine : Turquie
- Format : Couleurs
- Genre : drame et romance
- Durée : 105 minutes
- Date de sortie : 2014

## Distribution
- Belçim Bilgin : Hazal
- İbrahim Çelikkol : Ali
- Kerem Can : Koray
- Necmi Yapıcı : Zeki
- Levent Sülün : Kenan
- Cezmi Baskın : Turan
- Erol Demiröz : Ziya
- Barış Arduç : Emin